# غوتفريد هيلنواين
غوتفريد هيلنواين (ولد 8 أكتوبر 1948) فنان تصويري من أصل نمساوي إيرلندي. عمل كرسام ومصمم ومصور ورسام جداريات ونحات ومصمم ديكور داخلي وفنان شامل مستخدمًا مجموعة واسعة من التقنيات والوسائل.
تتناول أعماله في المقام الأول القلق النفسي والاجتماعي والقضايا التاريخية والمواضيع السياسية. تُعتبر الحالة الإنسانية موضوعه الأساسي وتسيطر صورة الطفل على الاستعارة الفنية لأعماله وبشكل خاص صورة الطفل الجريح المعذب جسديًا وعاطفيًا. تشير أعماله غالبًا إلى المحرمات والقضايا المثيرة للجدل التي تعود للفترة الماضية وبشكل خاص فترة الحكم النازي ورعب الهولوكوست. لذلك تعتبر أعماله عادة محط استفزاز وجدل.
درس هيلنواين في جامعة الفنون البصرية في فيينا (أكاديمية الفنون التصويرية، فيينا). عاش وعمل في كل من إيرلندا ولوس أنجلوس.

## حياته
ولد هيلنواين في فيينا بعد فترة قصيرة من انتهاء الحرب العالمية الثانية. عمل والده جوزيف هيلنواين لصالح إدارة البريد وفي إرسال البرقيات في النمسا، أما والدته فكانت ربة منزل.
تلقى هيلنواين تربية رومانية كاثوليكية صارمة. نظم مسرحيات ومعارض فنية في الجمعية المريميّة الكاثوليكية التابعة لكنيسة الجامعة اليسوعية في فيينا عندما كان طالبًا.
التحق في عام 1965 «بالمعهد الفيدرالي العالي لتعليم الغرافيك والفنون» في فيينا. «المعهد الاتحادي العالي لتعليم الفنون البصرية وتقنيات الإعلام، فيينا» بدأ عروضه الأولى في السنوات اللاحقة أمام جماهير قليلة فجرح وجهه ويديه بواسطة شفرات حلاقة وضمد نفسه بضمادات طبية بيضاء.
درس في جامعة الفنون البصرية في فيينا من عام 1969 إلى عام 1973 ونال جائزة «ذا ماستر كلاس» من الجامعة وجائزة كاردينال-كونيش وجائزة تيودور-كورنر.
التقى هيلنواين بأندي وارهول في مصنعه في مدينة نيويورك عام 1983، الذي وقف أمام الكاميرا في سلسلة من جلسات التصوير.
عُرض عليه استلام منصب في جامعة العلوم التطبيقية في هامبورغ في عام 1982. تخلى عن قبول المنصب حين قوبل طلبه بالرفض بأن يسمح للأطفال بالدراسة في الجامعة.
رشح رودولف هاوسنير في عام 1985 اسم هيلنواين ليكون خلفًا له كأستاذ لتدريس الرسم لصف الماجستير في جامعة الفنون البصرية في فيينا لكنه غادر فيينا وانتقل إلى ألمانيا.
اشترى قلعة من طراز القرون الوسطى بالقرب من مدينة كولون ونهر الراين في ألمانيا. أسس بعد أربع سنوات عام 1989، استديو في تربيكا في نيويورك وقضى وقته منذ ذلك الحين بين الولايات المتحدة وألمانيا.
انتقل في عام 1997 إلى دبلن في إيرلندا وبعد عام من ذلك اشترى قلعة «غورتين دو لا بور» في مقاطعة ووترفورد. أسس في عام 2002 استديو في مركز المدينة في لوس أنجلس وعاش وعمل منذ ذلك الحين بين إيرلندا ولوس أنجلس. لدى هيلنواين أربعة أطفال من زوجته رينيت: سيريل وميرسيديس وآلي إيلفيس وولفغانغ أماديوس وهم جميعًا فنانون. حصل هيلنواين على الجنسية الإيرلندية في عام 2004.
تزوج صديقاه مارلين مانسون وديتا وان تييث في 3 ديسمبر من عام 2005 وأقيمت مراسم الاحتفال الخاص غير الكنسي في قلعة هيلنواين. ترأس حفل الزفاف مخرج الأفلام السريالي أليخاندرو جودوروفيسكي وكان غوتفريد هيلنواين إشبين العريس.
نظم متحف ألبيرتينا في فيينا في عام 2013 معرضًا تذكاريًا لأعمال هيلنواين. زار المعرض 250,000 زائر وكان أنجح معرض لفنان معاصر يشهده تاريخ متحف ألبيرتينا.

## عمله
تعتبر أعمال هيلنواين جزء من تقليد يعود تاريخيًا إلى القرن الثامن عشر إلى الفترة التي تنتمي لها منحوتات ميسرشميت ذات الوجوه المتجهمة. يرى المرء أيضًا الأرضية المشتركة بين أعماله وأعمال كل من أرنولف راينر وهيرمان نيتش، وهما فنانان آخران من فيينا يعرضان جسديهما ضمن إطار فني للتعبير عن الأذية والألم والموت. يرى المرء كذلك كيف أن سحر لغة الجسد مستوحى من تلك الإيماءات التعبيرية في عمل إيغون شيلي.

### لوحة الطفل
تتكون أعمال هيلنواين الأولى بشكل رئيسي من ألوان مائية واقعية للغاية، تجسد أطفالًا جرحى بالإضافة إلى صور وعروض –غالبًا مع أطفال- في أماكن عامة. أصبحت صورة الطفل المُضمَّد أهم شخصية إلى جانب شخصية الفنان نفسه تتضامن معه في تصرفاته: تجسيد براءة وعجز الفرد الأعزل تحت رحمة القوة الغاشمة.

وصف المؤرخ الفني بيتر غورسين العلاقة بين عمل هيلنواين والحركية الفيينية:
«لا بد من الفصل بين أعمال هيلنواين وتيار الحركية في فيينا فهو لا يختصر جسم الطفل إلى مجرد مادة جمالية (كما في «الأعمال المادية» لجونتر بروس وهيرمان نيتش وأوتو مويل)، بل يمنحه وظيفة رمزية من خلال تجسيده لصورة الإنسان الأعزل والمضحي. يواجه هيلنواين بقيمه الأخلاقية والطوباوية المفهوم الجنسي للطفل في تيار الحركية الفيينية (المتأثرة بتحليل فرويد) باعتبار الطفل كيانًا يفتقر إلى أي معنى جنسي».
نظمت متاحف سان فرانسيسكو للفنون الجميلة في عام 2004 أول معرض فردي لغوتفريد هيلنواين يقام في متحف أمريكي: «لوحة الطفل، أعمال غوتفريد هيلنواين» في قصر كاليفورنيا لرابطة الشرف.